# An allem ist Matuschke schuld
An allem ist Matuschke schuld ist eine vom Fernsehen der DDR produzierte Bühnen-Komödie von Hartmut Ostrowsky aus dem Jahr 1988 mit Wolfgang Winkler in der Titelrolle.

## Handlung
Felicitas Kallweit führt mit ihrem Ehemann Peter eine glückliche Ehe. Als den beiden DDR-Bürgern der Kauf eines neuen Autos, aber auch die Möglichkeit einer Reise ins Ausland angeboten wird, streitet sie sich darüber, was von beiden sie annehmen wollen. Während der Streitereien mit ihrem Mann erblickt Kallweit aufschreiend die weißen Mäuse ihrer Nachbarn Schickedanz, die ihr Sohn Udo vorübergehend in Pflege genommen hat. Die Nachbarn sind nicht sonderlich gut aufeinander zu sprechen. Während Frau Schickedanz ein Techtelmechtel ihres Ehemanns Friedhard mit Frau Kallweit vermutet, glaubt Herr Kallweit daran, dass einzig Herr Schickedanz etwas von seiner Frau will. Den Nachbarschaftsstreit soll Matuschke, der Freund der Kallweits, schlichten. Doch der ist sauer, weil Felicitas Kallweit bei ihrem Trend, ihre persönliche Freiheit auszuleben, mit dem alten Familientrabbi eine kleine Kollision gehabt hat. Da Matuschke den Trabbi übernehmen will, wenn Kallweit den neuen Lada hat, ist er über den aktuellen Zustand nicht begeistert. Kallweit gesteht seinem Freund, dass sich seine Felicitas irgendwie sehr verändert hätte. Nicht nur, dass sie ständig unterwegs ist – vermutlich mit Herrn Schickedanz – hat sie doch ihrem Mann eine Rechnung präsentiert über der Wert ihrer geleisteten Arbeit im Haushalt. Und ehe sich Kallweit versieht, hat sie sich das Geld auch schon vom gemeinsamen Konto abgeholt. Somit steht Friedhard etwas dumm da, weil er nun kein Geld mehr für das neue Auto hat. Matuschke gibt ihm deshalb den guten Rat, seine Frau einmal richtig zu verwöhnen, ihr das Frühstück ans Bett zu bringen und ihr dabei was Liebes zu sagen. Nachdem sich die nachbarschaftlichen Verwicklungen auflösen und Kallweits Ehe wieder in alten Bahnen läuft, muss er erfahren, dass er bei seinem Autokauf einem Betrüger zum Opfer gefallen ist. Während er seinen Traum begraben muss, präsentiert ihm seine Frau die Urlaubsbestätigung für ihre Urlaubsreise, die sie mit dem Geld vom gemeinsamen Konto bereits bezahlt hat. Friedhard ist erleichtert, das Geld nicht ganz verloren zu haben. Lediglich Matuschke geht nun leer aus, denn der alte Trabbi bleibt bei den Kallweits.

## Produktion
Der Film erlebte am 12. April 1988 im 1. Programm des Fernsehens der DDR seine Erstausstrahlung.